# Ток (Аляска)
Ток (англ. Tok) — переписна місцевість (CDP) в США, в окрузі Саутіст-Фейрбенкс штату Аляска. Населення — 1243 особи (2020).
На території місцевості базується авіакомпанія 40-Mile Air.

## Географія
Ток розташований за координатами 63°19′44″ пн. ш. 143°2′15″ зх. д. / 63.32889° пн. ш. 143.03750° зх. д. (63.328852, -143.037543).  За даними Бюро перепису населення США в 2010 році переписна місцевість мала площу 345,29 км², уся площа — суходіл.

### Клімат
Населений пункт знаходиться у зоні, котра характеризується континентальним субарктичним кліматом. Найтепліший місяць — липень із середньою температурою 14.7 °C (58.5 °F). Найхолодніший місяць — січень, із середньою температурою -24.4 °С (-12 °F).
| Клімат Тока             | Клімат Тока | Клімат Тока | Клімат Тока | Клімат Тока | Клімат Тока | Клімат Тока | Клімат Тока | Клімат Тока | Клімат Тока | Клімат Тока | Клімат Тока | Клімат Тока | Клімат Тока |
| Показник                | Січ.        | Лют.        | Бер.        | Квіт.       | Трав.       | Черв.       | Лип.        | Серп.       | Вер.        | Жовт.       | Лист.       | Груд.       | Рік         |
| Абсолютний максимум, °C | 3,9         | 8,3         | 21,1        | 26,7        | 31,1        | 34,4        | 30          | 23,9        | 14,4        | 6,1         | 12,8        | 34,4        | 34,4        |
| Середній максимум, °C   | −20,7       | −14,9       | −5          | 6           | 14,1        | 19,7        | 21,1        | 18,3        | 11,3        | −1,2        | −13,6       | −18,7       | 1,4         |
| Середня температура, °C | −24,4       | −19,9       | −12,6       | −1,3        | 7,6         | 13,2        | 14,7        | 11,8        | 5,1         | −5,5        | −17,7       | −22,4       | −4,2        |
| Середній мінімум, °C    | −28,3       | −24,9       | −20,1       | −8,6        | 1           | 6,7         | 8,4         | 5,4         | −1,1        | −9,8        | −21,7       | −26,2       | −9,8        |
| Абсолютний мінімум, °C  | −48,3       | −48,9       | −32,8       | −8,3        | −2,8        | −2,2        | −5,6        | −17,8       | −32,2       | −43,9       | −45         | −48,9       | −48,9       |
| Норма опадів, мм        | 7.6         | 7.6         | 7.6         | 7.6         | 22.9        | 50.8        | 61          | 50.8        | 33          | 20.3        | 17.8        | 10.2        | 294.6       |
| Днів з опадами          | 3           | 3           | 2           | 2           | 6           | 10          | 11          | 9           | 8           | 5           | 5           | 4           | 68          |
| ----------------------- | ----------- | ----------- | ----------- | ----------- | ----------- | ----------- | ----------- | ----------- | ----------- | ----------- | ----------- | ----------- | ----------- |
| Джерело: Weatherbase    |             |             |             |             |             |             |             |             |             |             |             |             |             |

## Демографія
Згідно з переписом 2010 року, у переписній місцевості мешкало 1258 осіб у 532 домогосподарствах у складі 339 родин. Густота населення становила 4 особи/км².  Було 724 помешкання (2/км²).
Расовий склад населення:
| - 77,9 % — білих - 12,2 % — корінних американців - 0,6 % — чорних або афроамериканців - 0,4 % — азіатів |

До двох чи більше рас належало 8,5 %. Частка іспаномовних становила 2,5 % від усіх жителів.
За віковим діапазоном населення розподілялося таким чином: 23,8 % — особи молодші 18 років, 63,5 % — особи у віці 18—64 років, 12,7 % — особи у віці 65 років та старші. Медіана віку мешканця становила 44,1 року. На 100 осіб жіночої статі у переписній місцевості припадало 113,2 чоловіків;  на 100 жінок у віці від 18 років та старших — 114,1 чоловіків також старших 18 років.
Середній дохід на одне домашнє господарство  становив 62 348 доларів США (медіана — 56 818), а середній дохід на одну сім'ю — 71 868 доларів (медіана — 66 875). Медіана доходів становила 53 250 доларів для чоловіків та 36 538 доларів для жінок. За межею бідності перебувало 16,8 % осіб, у тому числі 31,8 % дітей у віці до 18 років та 11,1 % осіб у віці 65 років та старших.
Цивільне працевлаштоване населення становило 573 особи. Основні галузі зайнятості: освіта, охорона здоров'я та соціальна допомога — 27,2 %, будівництво — 16,8 %, мистецтво, розваги та відпочинок — 13,8 %, публічна адміністрація — 11,2 %.